# Kleszczewo (Miłki)
Klszczewo (deutsch Kleszewen, 1928 bis 1945 Brassendorf) und Kleszczewo-Osada sind zwei Ortschaften in der polnischen Woiwodschaft Ermland-Masuren. Sie gehören zur Landgemeinde Miłki (Milken) im Powiat Giżycki (Kreis Lötzen).

## Geographische Lage
Kleszczewo ist ein Dorf am Westufer des Jezioro Wojnowo (deutsch Hessen-See) in der östlichen Mitte der Woiwodschaft Ermland-Masuren. Bis zur Kreisstadt Giżycko (Lötzen) sind es neun Kilometer in nordwestlicher Richtung.
Die Siedlung Kleszczewo-Osada liegt etwa einen Kilometer nordwestlich des Dorfes Kleszczewo direkt am südlichen Ufer des Niegocin (deutsch Löwentinsee).

## Geschichte
Das kleine nach 1785 Klesczöwen, nach 1818 Klöszewen, nach 1871 Kleszezewen und bis 1938 Kleszewen genannte Dorf wurde 1561 bzw. 1571 gegründet: 1561 wurde es in einer Verschreibung Wierczeykens (1928 bis 1945 Gregerswalde, polnisch Wierciejki) genannt, und 1571 erteilt der Amtmann Georg Krösten eine neuerliche Verschreibung über 55 Hufen, da die alte bei einem Brand verloren ging.
Von 1874 bis 1945 war das Dorf in den Amtsbezirk Rydzewen (polnisch Rydzewo) eingegliedert, der – 1928 in „Amtsbezirk Rotwalde“ umbenannt – zum Kreis Lötzen im Regierungsbezirk Gumbinnen (1905 bis 1945: Regierungsbezirk Allenstein) in der preußischen Provinz Ostpreußen gehörte. Im gleichen Zeitraum war Kleszewen auch dem Standesamt Rydzewen zugeordnet.
1910 zählte Kleszewen (seinerzeit manchmal auch „Kleszowen“ genannt) 363 Einwohner und wurde am 16. Oktober 1928 in „Brassendorf“ umbenannt. Die Einwohnerzahl belief sich 1933 auf 408 und betrug 1939 noch 378.
Aufgrund der Bestimmungen des Versailler Vertrags stimmte die Bevölkerung im Abstimmungsgebiet Allenstein, zu dem Kleszewen gehörte, am 11. Juli 1920 über die weitere staatliche Zugehörigkeit zu Ostpreußen (und damit zu Deutschland) oder den Anschluss an Polen ab. In Kleszewen stimmten 320 Einwohner für den Verbleib bei Ostpreußen, auf Polen entfielen keine Stimmen.
In Kriegsfolge kam der Ort 1945 mit dem gesamten südlichen Ostpreußen zu Polen und erhielt die polnische Namensform „Kleszczewo“. Damals wird auch die Siedlung Kleszczewo-Osada entstanden sein, für deren Existenz es vor 1945 keine Belege oder gar einen deutschen Namen gibt. Kleszczewo ist heute Sitz eines Schulzenamtes (polnisch sołectwo) und ebenso wie Kleszczewo-Osada eine Ortschaft innerhalb der Landgemeinde Miłki (Milken) im Powiat Giżycki (Kreis Lötzen), vor 1998 der Woiwodschaft Suwałki, seither der Woiwodschaft Ermland-Masuren zugehörig.

## Religionen
Kleszewen war bis 1945 in die evangelische Kirche Milken in der Kirchenprovinz Ostpreußen der Kirche der Altpreußischen Union und in die katholische Pfarrkirche St. Bruno Lötzen im Bistum Ermland eingepfarrt.
Heute gehören Kleszczewo und Kleszczewo-Osada zur evangelischen Pfarrei Giżycko in der Diözese Masuren der Evangelisch-Augsburgischen Kirche in Polen bzw. zur katholischen Pfarrkirche Rydzewo im Bistum Ełk (Lyck) der Römisch-katholischen Kirche in Polen.

## Schule
Eine Schule wurde in Kleszewen 1742 gegründet. 1945 wurde hier in zwei Klassen unterrichtet.

## Verkehr
Kleszczewo und Kleszczewo-Osada sind über eine Nebenstraße erreichbar, die bei Ruda (deutsch Ruhden, 1938 bis 1945 Eisenwerk) von der polnischen Landesstraße DK 63 (einstige deutsche Reichsstraße 131) abzweigt und als Uferstraße entlang des Jezioro Niałk Mały (deutsch Kleiner Mialk-See), des Jezioro Niegocin (deutsch Löwentinsee) und des Jezioro Boczne (deutsch Saitensee) nach Rydzewo (Rydzewen, 1927 bis 1928 Rotwalde) führt.
Eine Bahnanbindung bestand bis 1945 über die Bahnstation Ruhden/Eisenwerk an der in Kriegsfolge stillgelegten und abgebauten Bahnstrecke Lötzen–Arys (–Johannisburg).